# نورث أمريكان إكس-15
نورث أميركن إكس-15 (بالإنجليزية: North American X-15) هو صاروخ فوق صوتي تجريبي شهير أنتج في 1959 بالولايات المتحدة. صنع منه 3 نسخ فقط من صناعة نورث أميريكان أفياشن. كان يستخدم بشكل أساسي من قبل القوات الجوية للولايات المتحدة وناسا وكان أول طيران له في 8 يونيو 1959 . واستُخدم لإجراء أبحاث في مجال علوم الطيران بسرعات فوق صوتية بعدد 199 رحلة قام بها 12 طيارًا. 13 رحلة منهم استوفت معيار الطيران الفضائي من خلال تجاوز ارتفاع 50 ميلاً (80 كم) ، وبالتالي وصفت هؤلاء الطيارين بأنهم رواد فضاء.
دخل الخدمة في 17 سبتمبر 1959 وانهي خدمته في ديسمبر 1970واثنائها حدد X-15 اعلي سجلات السرعة والارتفاع في الستينيات ، ووصل إلى حافة الفضاء الخارجي وعاد ببيانات قيمة مستخدمة في تصميم الطائرات والمركبات الفضائية. الرقم القياسي العالمي الرسمي لـ X-15 لأعلى سرعة تم تسجيلها على الإطلاق بواسطة طائرة مدعومة بالطاقم ، تم تعيينه في أكتوبر 1967 عندما طار ويليام جيه نايت بسرعة 6.70 ماخ (مايقارب سبع مرات سرعة الصوت) عند 102،100 قدم (31.120 م) ، بسرعة 4520 ميلًا في الساعة (7274) كم / ساعة ؛ 2021 م / ث) ، وبقيت كرقم قياسي دون انقطاع حتى عام 2020.
يتم حمل الصاروخ ذو المقعد الواحد بواسطة طائرة كبيرة ك بي-52 الي ارتفاع شاهق للتغلب على الجاذبية الأرضية الكبيرة التي تقل بذيادة الارتفاع ومقاومة الهواء في المراحل الأولى ثم يتم افلاته واشعال محركه الصاروخي الذي يعمل بالوقود السائل ليندفع باقصي سرعة واخف وزن ممكن

## معرض صور

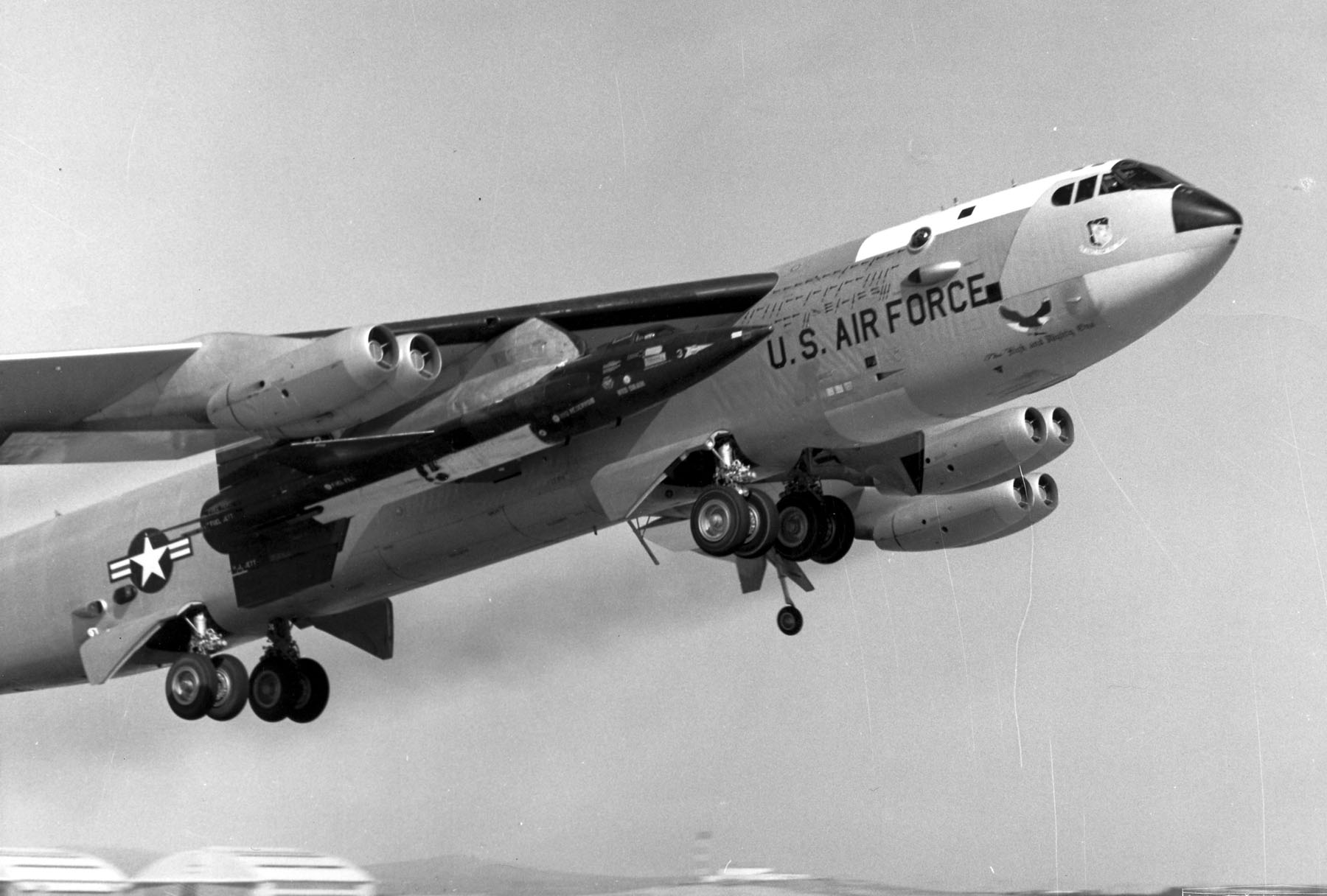
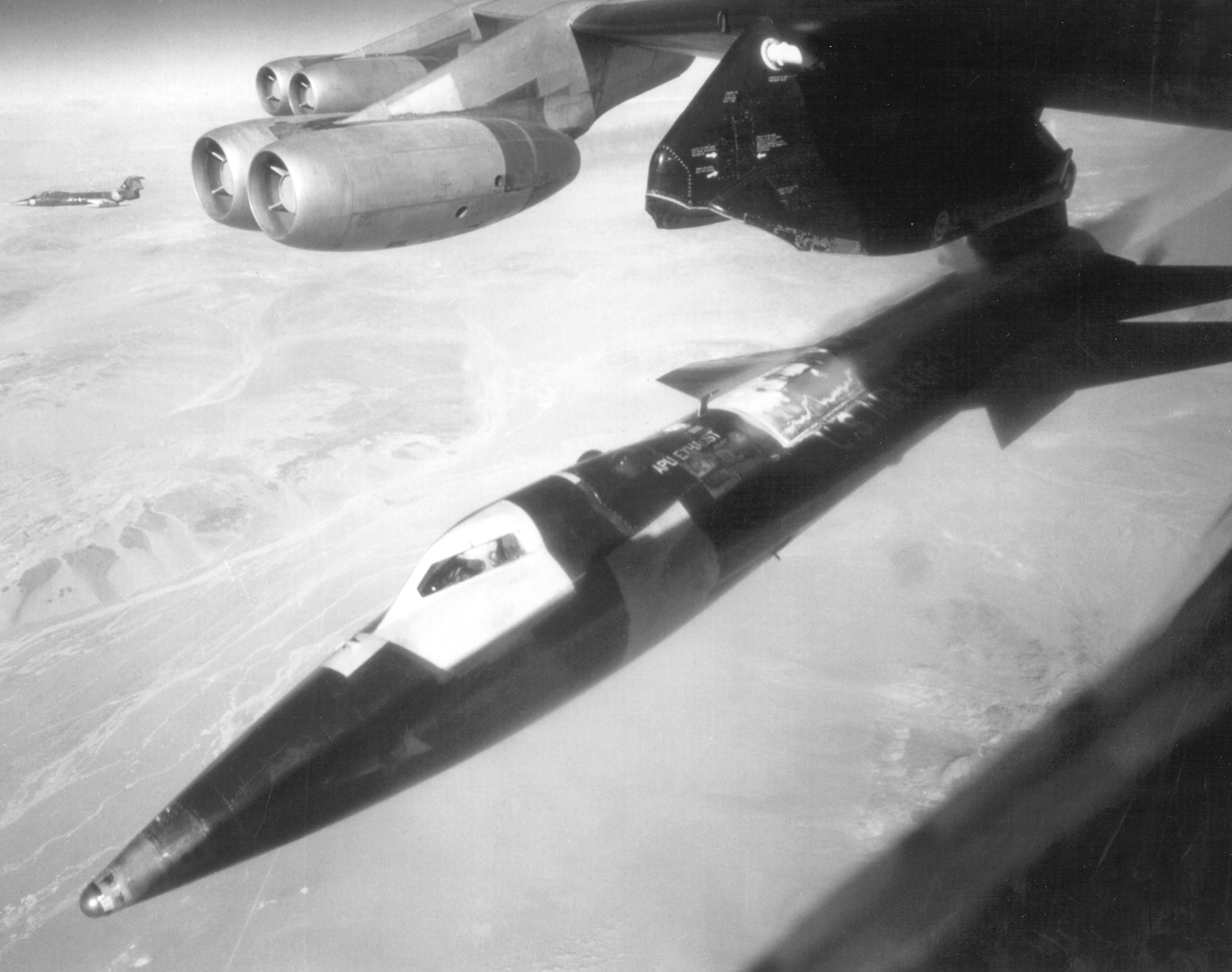
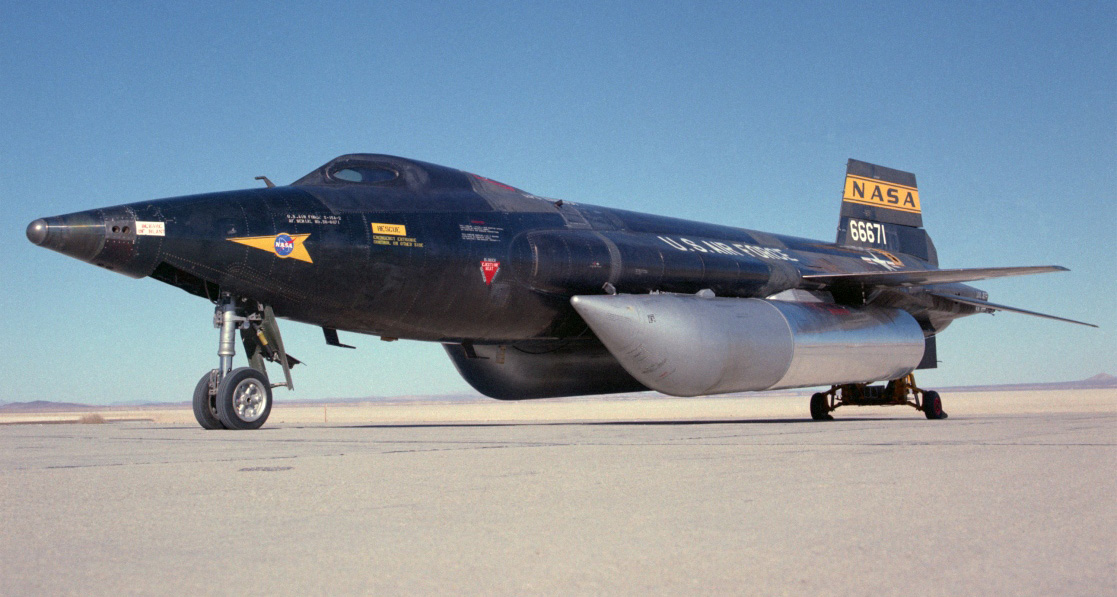
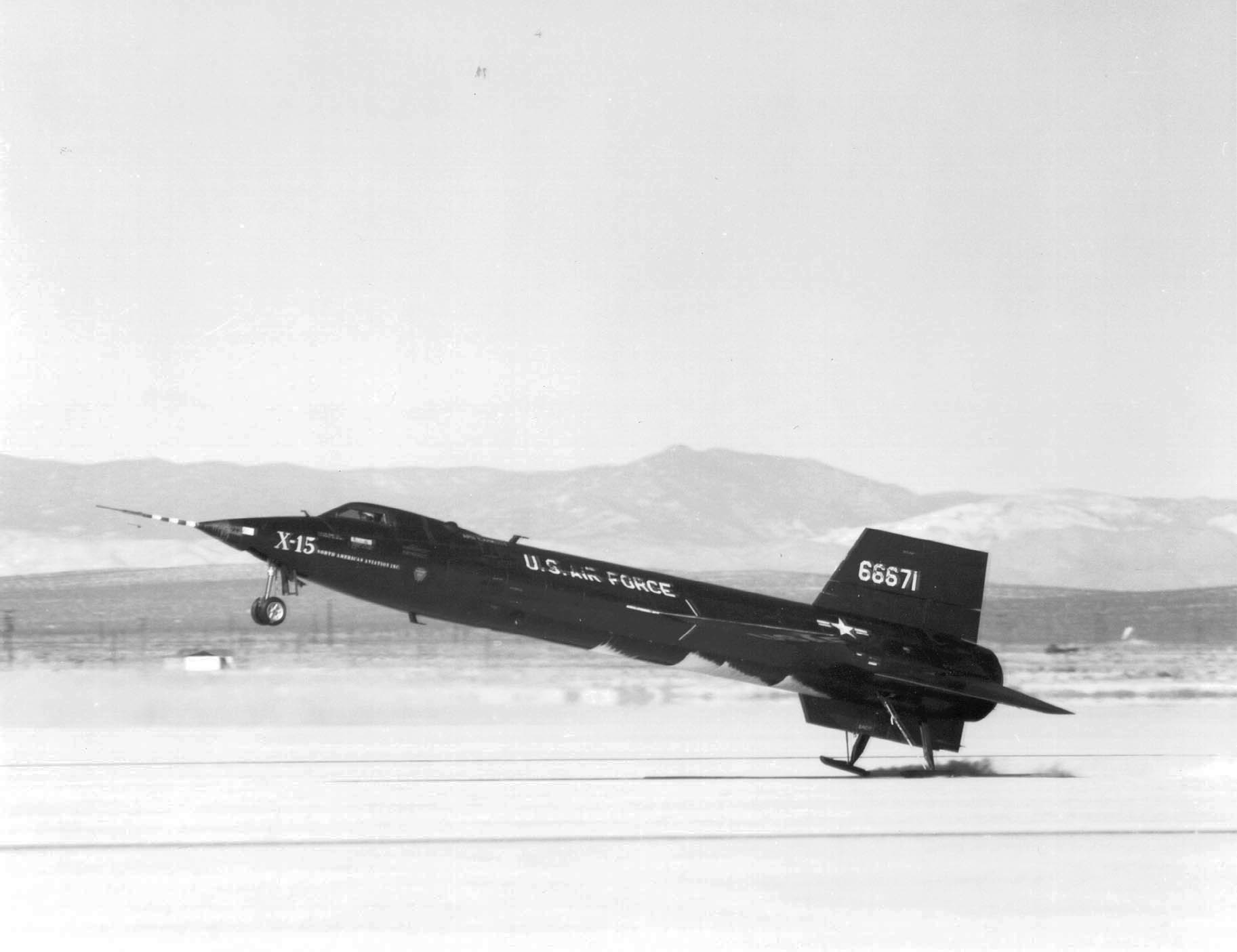

## المستخدمون
- القوات الجوية للولايات المتحدة
- ناسا